# Eriophyton wallichii
Eriophyton es un género monotípico de plantas con flores perteneciente a la familia Lamiaceae. Su única especie: Eriophyton wallichii Benth. in Wall, Pl. Asiat. Rar. 1: 63 (1830), es originaria del oeste de Himalaya hasta China.

## Descripción
Es una planta herbácea perennifolia con raíces gruesas y ápice bifurcado. Los tallos son erectos, alcanzando un tamaño de 10-20 cm de altura, ramificados, rígidos, lanudos. Con pecíolo muy corto o ausente; con hojas basales escamosas, incoloras, glabras, las hojas superiores rómbicas a circulares, de 4.3 × 4.3 cm,  densamente lanudas, la base anchamente cuneada, el margen crenado-serrado cerca del ápice, con ápice agudo. Las inflorescencias con flores sésiles. Cáliz acampanado en términos generales, de 1,5 cm, densamente lanudo el exterior, el interior glabro: La corola de color púrpura rojizo, el tubo ligeramente curvado. El fruto en forma de núculas de color amarillo-marrón, de 3 mm. Florece en julio-septiembre y fructifica en septiembre-octubre.

## Distribución y hábitat
Se encuentra en zonas alpinas entre las piedras de abanicos aluviales; a una altitud de 2700-4700 metros en Qinghai, Sichuan, Xizang, Yunnan, India y Nepal.

## Propiedades
Las raíces se utilizan como un tónico.

## Taxonomía
Eriophyton wallichii fue descrita por Benth. in Wall y publicado en Plantae Asiaticae Rariores 1: 63. 1830.